# オートラックス
オートラックス(Autolux)は、アメリカのロックバンド。2000年にロサンゼルスで結成された。

## 略歴
2000年に映画『Accidental Death of an Anarchist』のスコアを書いていたユージーン・ゴアシュター（ボーカル、ベースギター）とカーラ・アザール（ドラムス）の2人が出会い、グレッグ・エドワーズ（ギター）はフェイリュアのツアー中にアザールと知り合い、この3人でオートラックスが結成された。同年8月に初公演。翌2001年3月にマルチトラック・レコーダーで録音された5曲入りデビューEP『Demonstration』をリリース。バンドはT・ボーン・バーネットに気に入られ、バーネットの所有するDMZレコードと契約を果たすが、2002年5月にエルヴィス・コステロのオープニング・アクトを務めた際、アザールがステージから落下し肘を痛め、医師から二度とドラムを叩けなくなるかもしれないと宣告されるが、チタンのボルトを8本埋め込む手術を行い、彼女の肘は完治した。
2002年11月に1stアルバムの制作を行い、翌2003年1月に当初のレコーディングが完了するが、プロデューサーのT・ボーン・バーネットがバンドのより生々しいサウンドを求め、更にレコーディングとオーバー・ダビングを行い、ミキシングも繰り返し行われた。2004年11月にようやく1stアルバム『Future Perfect』がリリースされ、アルバムはプレスからの賞賛をもって迎えられた。2005年からはナイン・インチ・ネイルズ、ザ・ホワイト・ストライプス、シェラック、ベック、ディアフーフらとツアーを行った。
バンドはその後も精力的にライヴツアーやフェスティバルに出演し、2010年8月に約6年ぶりの2ndアルバム『Transit Transit』をリリースした。2011年2月に来日し、東京で行われたオール・トゥモローズ・パーティーズの姉妹イベント「アイル・ビー・ユア・ミラー」に出演。

## 他のアーティストとの共演
オートラックスは多くの有名ミュージシャンから共演やオープニング・アクトの希望を受けている。ナイン・インチ・ネイルズのトレント・レズナーはオートラックスを気に入り自身のウィズ・ティースツアーに招待、バンドは9月から10月の間にオープニング・アクトを務めた。2007年にはPJ ハーヴェイのロシアツアーに帯同。その頃ポーティスヘッドからオール・トゥモローズ・パーティーズに招待されている。2009年にはザ・フレーミング・リップスからニューヨークで行われるオール・トゥモローズ・パーティーズに招待された。2010年にはトム・ヨークからアトムス・フォー・ピースのサンタバーバラ公演のオープニング・アクトを依頼され、演奏を行った。

## 作品

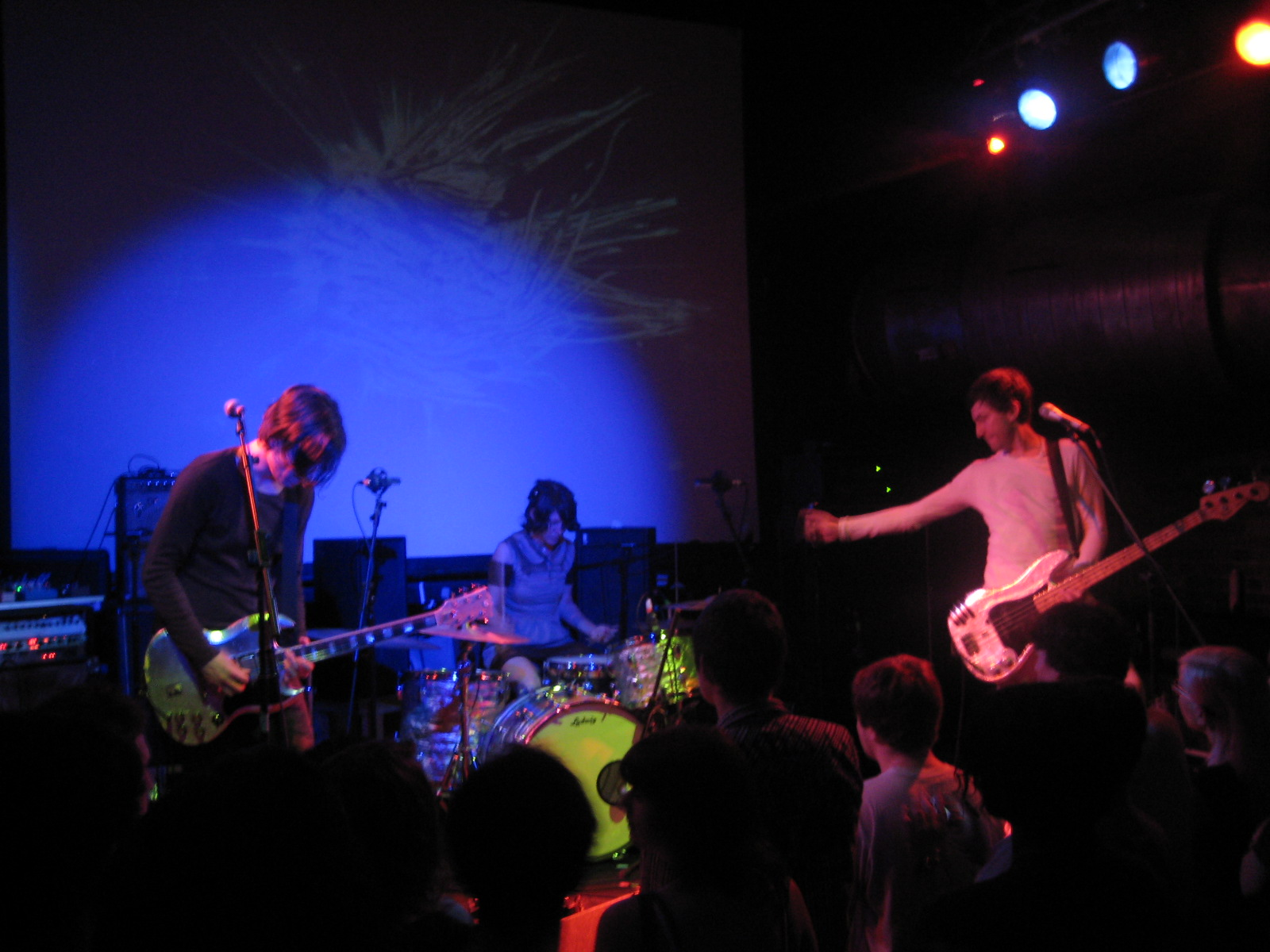
2008年6月撮影

### アルバム
- Future Perfect （2004年）
- Transit Transit （2010年）

### EP
- Demonstration （2001年）
- The Bouncing Wall / Census （2011年）

### シングル
- "Here Comes Everybody" （2004年）
- "Audience No. 2" （2008年）
- "Supertoys" （2010年）